# Þrymheimr
Þrymheimr is in de Noordse kosmogonie het verblijf van Þrymr en de rijm- of ijsreuzen, dat in Jötunheimr is gelegen. Ook Thjazi en zijn dochter Skaði, die heimwee naar haar huis kreeg na haar huwelijk met Njord woonden oorspronkelijk daar.
De Oudnoordse naam Þrymheimr betekent "huis van rumoer". De uitspraak is ongeveer [ˈθrymhɛɪ̯mr ̩]. Varianten van de naam zijn Thrymheimr en Thrymheim.
In sommigen handschriften van de Edda staat Þrumheimr en Þruþheimr. Het tweede woord betekent "huis van kracht" en past inhoudelijk heel goed bij de woonplaats van een reus.